# Jonathan Glancey
Jonathan Glancey, FRIBA, es un crítico de arquitectura y escritor británico que fue editor de arquitectura y diseño en The Guardian, cargo que ocupó desde 1997 hasta febrero de 2012. Anteriormente ocupó el mismo puesto en The Independent. También ha colaborado con las revistas de arquitectura Building Design, Architectural Review, The Architect y Blueprint. Es miembro honorario del Royal Institute of British Architects, RIBA.
Siguiendo los pasos de Ian Nairn, realizó una serie de cuatro películas, Outrage Revisited (2010), sobre la banalidad de los edificios británicos de posguerra.
Es un admirador de Le Corbusier. Actualmente informa sobre arquitectura y diseño para el sitio web BBC Culture.

## Educación
Glancey asistió al St Benedict's School de Ealing (Londres) y estudió Filosofía, Política y Economía en el Magdalen College de Oxford.

## Libros por Glancey
- New British architecture (Londres: Thames and Hudson, 1989) ISBN 0-500-34107-9
- 20th Century Architecture: The Structures That Shaped the Century (Londres: Carlton, 1998) ISBN 1-85868-519-2
- The Story of Architecture (Londres; Nueva York: Dorling Kindersley, 2000) ISBN 0-7513-4881-3
- London: Bread and Circuses (Londres: Verso Books, 2001) ISBN 1-85984-645-9
- The Train:  A Photographic History  (Londres:  Carlton, 2004)  ISBN 978-1-84732-465-8
- John Betjeman on Trains (Londres: Methuen, 2006) ISBN 978-0-413-77612-9
- Spitfire: The Biography, 2006
- John Betjeman on Churches (Londres: Methuen, 2007) ISBN 978-0-413-77651-8
- Nagaland: A journey to India's forgotten frontier, abril de 2011
- Giants of Steam (Londres: Atlantic Books, 2012) ISBN 978-184354-769-3
- Harrier: The Biography (Londres: Atlantic Books, 2013) ISBN 978-1-84354-891-1
- Concorde: The Rise and Fall of the Supersonic Airliner (Londres: Atlantic Books, October 2015) ISBN 978-1-78239-107-4
- What's So Great About the Eiffel Tower? (Londres: Laurence King Publishing, febrero de 2017) ISBN 978-1-78067-919-8
- Wings Over Water: The Story of the World's Greatest Air Race and the Birth of the Spitfire (Londres: Atlantic Books, 2020) ISBN 978-1-78649-419-1